# Aubermesnil-aux-Érables
Aubermesnil-aux-Érables é uma comuna francesa na região administrativa da Normandia, no departamento de Sena Marítimo. Estende-se por uma área de 8,3 km². Em 2010 a comuna tinha 204 habitantes (densidade: 24,6 hab./km²).